# 宮岡等
宮岡 等（みやおか ひとし、1955年 - ）は、日本の医学者、精神科医。北里大学名誉教授。医学博士。

## 来歴
- 1955年 - 高知県生まれ
- 1974年 - 土佐高等学校卒業
- 1981年 - 慶應義塾大学医学部医学科卒業。慶應義塾大学病院医員
- 1984年-1988年 - 慶應義塾大学大学院医学研究科博士課程（医学部神経精神医学専攻）[2]
- 1988年 - 東京都済生会中央病院精神神経科医員。慶應義塾大学医学部精神神経科助手
- 1992年 - 昭和大学医学部精神科講師
- 1996年 - 昭和大学医学部精神科助教授
- 1999年 - 北里大学医学部精神科学主任教授。昭和大学医学部精神科客員教授
- 2006年 - 北里大学東病院副院長（兼務）[3][4]
- 2010年 - 第110回日本精神神経学会学術総会の大会会長[5]

## 著書
- 宮岡等『内科医のための精神症状の見方と対応』医学書院、1995年。ISBN 4260117971。
- 宮岡等『うつ病医療の危機』日本評論社、2014年。ISBN 978-4535984110。 まえがきと目次 (PDF)
- 宮岡等『こころを診る技術-精神科面接と初診時対応の基本』医学書院、2014年。ISBN 978-4-260-02020-6。 まえがき (PDF)  目次 (PDF)

### 共著
- 上條吉人『精神障害のある救急患者対応マニュアル-必須薬10と治療パターン40』医学書院、2007年。ISBN 978-4260004961。
- 日野原重明、宮岡等、 堀口淳『脳とこころのプライマリケア』シリーズ
- 宮岡等、久史麿『こころの病は、誰が診る』日本評論社、2011年。ISBN 978-4535983618。
- 宮岡等、内山登紀夫『大人の発達障害ってそういうことだったのか』医学書院、2013年6月。ISBN 9784260018104。
- 宮岡等、黒木俊秀『精神医学の羅針盤―精神科の五大陸をめぐる冒険』篠原出版新社、2014年。ISBN 978-4884123765。 目次 (PDF)